# 丽塔·列维-蒙塔尔奇尼
丽塔·列维-蒙塔尔奇尼（義大利語：Rita Levi-Montalcini，1909年4月22日—2012年12月30日），意大利神经生物学家及醫生。与同事史丹利·科恩获得1986年诺贝尔生理学或医学奖。

## 生平
列维-蒙塔尔奇尼出生于意大利都灵一个塞法迪犹太人家庭。1936年毕业于一都灵医学院。后因贝尼托·墨索里尼的高压政治及随后出台的法律限制犹太人从事学术和职业生涯，她的学术生涯被打断。第二次世界大战期间，她在一个家庭实验室进行试验，利用鸡胚研究神经纤维的生长。1943年，随她的家人逃到南部的佛罗伦萨。1945年返回都灵。
1946年列维-蒙塔尔奇尼接受邀请到美国圣路易斯华盛顿大学做研究。1952年她分离出了神经生长因子（Nerve growth factor）。1958年升为正教授。除了在圣路易斯华盛顿大学的研究，她从1961年至1969年还在罗马主持意大利国家研究委员会（CNR）的神经生物学研究中心；1969年1978年主持细胞生物学研究室。
丽塔·列维-蒙塔尔奇尼还是意大利终身参议员。

## 奖励与荣誉
- 1968年  成为第十位女性当选为美国国家科学院院士。
- 1986年  和合作者史丹利·科恩分享诺贝尔医学奖
- 1986年  获基础医学研究拉斯克奖。
- 1987年  获得美国国家科学奖章，美国最高的科学荣誉。
- 2001年  被意大利总统钱皮提名为终身参议员。